# Vogtendorf (Guttenberg)
Vogtendorf ist ein Gemeindeteil der Gemeinde Guttenberg im Landkreis Kulmbach (Oberfranken, Bayern). Vogtendorf liegt in der Gemarkung Guttenberg.

## Geografie
Der Weiler bildet mit dem nördlich gelegenen gleichnamigen Weiler eine geschlossene Siedlung. Unmittelbar westlich entspringt der Vogtendorfer Bach (im Unterlauf Haslerbach genannt), einem linken Zufluss der Unteren Steinach, der sich in das Gelände tief einschneidet. Eine Gemeindeverbindungsstraße führt nach Guttenberg zur Kreisstraße KU 13 (1,1 km südöstlich) bzw. zu einer Gemeindeverbindungsstraße bei Bergleshof (1,6 km nordöstlich).

## Geschichte
Der Ort wurde 1333 als „Vokendorf“ erstmals urkundlich erwähnt. Das Bestimmungswort des Ortsnamens ist der Personenname Vocko.
Gegen Ende des 18. Jahrhunderts bestand Vogtendorf aus zehn Anwesen. Das Hochgericht über neun Anwesen (5 Höfe, 2 Güter, 2 Gütlein) übte das bambergische Centamt Stadtsteinach aus. Grundherr war das Kastenamt Stadtsteinach. Über ein Anwesen hatte das Burggericht Guttenberg das Hochgericht. Es hatte ggf. an das bambergische Centamt Marktschorgast auszuliefern. Grundherr des Hofes war das Rittergut Steinenhausen.
Mit dem Gemeindeedikt wurde das Guttenbergische Vogtendorf dem 1812 gebildeten Steuerdistrikt Guttenberg und der im selben Jahr gebildeten Gemeinde Guttenberg zugewiesen.

### Baudenkmal
- Haus Nr. 1: Ehemaliges Wohnstallhaus

### Einwohnerentwicklung
| Jahr      | 001818 | 001819 | 001861 | 001871 | 001885 | 001900 | 001925 | 001950 | 001961 | 001970 | 001987 |
| Einwohner |        | 66 *   | 17     | 16     | 18     | 15     | 17     | 7      | 10     | 7      | 11     |
| Häuser    | 2      |        |        |        | 1      | 2      | 2      | 2      | 2      |        | 4      |
| Quelle    | [ 7 ]  | [ 9 ]  | [ 10 ] | [ 11 ] | [ 12 ] | [ 13 ] | [ 14 ] | [ 15 ] | [ 16 ] | [ 17 ] | [ 1 ]  |

## Religion
Vogtendorf ist seit der Reformation gemischt konfessionell. Die Katholiken sind nach St. Jakobus der Jüngere (Guttenberg) gepfarrt, die Protestanten nach St. Georg (Guttenberg).